# Avro Tudor
Avro Tudor byl britský vrtulový civilní dopravní letoun, který byl odvozen od čtyřmotorového bombardéru Avro Lincoln, který byl sám vyvinut ze slavného bombardéru 2. světové války Avro Lancaster. Byl prvním britským dopravním letounem s přetlakovou kabinou. Navzdory tomu, že letoun měl slušný dolet, nebyl letoun příliš komerčně úspěšný. Ačkoliv byl objednán některými leteckými společnostmi, důležití zákazníci preferovali nákup amerických dopravních letadel.

## Vývoj a popis
Společnost Avro zahájila práce na typu 688 Tudor v roce 1943 na základě specifikací britského Ministerstva letectví 29/43, pro komerční využití bombardéru Lancaster IV, který byl později přejmenován na Avro Lincoln. Specifikace byly vydány na základě doporučení komise, která vydala parametry pro devět typů komerčních letounů pro poválečné použití.
Společnost Avro nejprve plánovala výrobu typu Avro 687 (Avro XX), což byl bombardér Lincoln s novou přetlakovou částí trupu a velkou jednoduchou svislou ocasní plochou na místě původních zdvojených svislých ocasních ploch. Během fáze navrhování letounu však byla myšlenka jednoduché úpravy Lincolnu zavržena a byl navržen nový typ Avro 688, který byl poháněn čtyřmi motory Rolls-Royce Merlin. Letoun byl navržen Royem Chadwickem, který kvůli válečným omezením nemohl navrhnout kompletně nový letoun, ale musel využít již existující díly, nástroje a výrobní stroje. Chadwick použil křídla z letounu Lincoln ve spojení s novým přetlakovým trupem kruhového průřezu. Letoun měl mít dle specifikací 29/43 hmotnost do 32 660 kg (72 000 liber) a nést užitečný náklad o hmotnosti 1 706 kg na vzdálenost 6 437 km (4 000 mil) ve výšce 7 620 m (25 000 stop) rychlostí 378 km/h.
Stavba prvních dvou prototypů byla zahájena v září 1944 a první z nich (označený G-AGPF) byl dodán ke zkouškám zkušebnímu oddělení společnosti Avro na letišti Ringway v Manchesteru k prvnímu vletu, který se uskutečnil 14. června 1945. Byl to první britský civilní letoun s přetlakovou kabinou, ačkoliv prototyp zpočátku létal bez přetlaku v kabině. Prototyp Tudor 1 byl vybaven motory Rolls-Royce Merlin 102 s výkonem 1 305 kW, ale sériové stroje byly vybaveny motory Rolls-Royce Merlin 600 (civilní verze motoru Merlin 102), 621 a 623.

### Technický popis
Tudor byl dolnoplošník poháněný čtyřmi motory s jednoduchou svislou ocasní plochou a kormidlem. Podvozek byl zatahovací se záďovým kolečkem.
Křídlo mělo profil NACA 23018, skládalo se z pěti částí, bylo celokovové a mělo dvojitou nosnou strukturu. V samostatné střední části byly vestavěny motory a hlavní podvozek. Křidélka byla vybavena vyvažovacími ploškami, hydraulicky ovládané vztlakové klapky byly rozděleny do třech sekcí na odtokové hraně střední a vnitřní části křídla. Letoun mohl nést až 15 000 litrů paliva, které bylo uloženo v osmi nádržích. Po jedné se nacházely na obou stranách střední části trupu a po třech v každém křídle.
Celokovové ocasní plochy se skládaly ze svislé ocasní plochy integrované do trupu letounu a vodorovných ocasních ploch s výškovými kormidly s rozpětím 13 m.
Trup byl kruhového průřezu o průměru 3 m polonosné konstrukce. Hydraulicky ovládaný hlavní podvozek byl podobný podvozku na Lancasteru, každý měl po jednom kole Dunlop a zasouval se do motorové gondoly vnitřních motorů. Zdvojené zadní kolečko bylo zasouvatelné do trupu a bylo kryto dvoudílnými dvířky.

## Operační historie

### Tudor 1
Tudor 1 byl plánován pro lety přes severní Atlantský oceán. V té samé době však Američané měli již letouny Douglas DC-4 a Lockheed Constellation, které mohli nést více cestujících. Uspořádání Tudoru se zadním kolečkem bylo rovněž stinnou stránkou letounu. Navzdory tomu britské ministerstvo zásobování objednalo 14 letounů Tudor 1 pro státní leteckou společnost BOAC. Později v dubnu 1945 byla objednávka zvýšena na 20 strojů.
Letoun Tudor 1 trpěl mnoha problémy s podélnou a směrovou stabilitou. K odstranění těchto problémů byl letoun vybaven většími ocasními plochami a původní lehce zaoblená svislá ocasní plocha a směrové kormidlo byly vyměněny za větší. Společnost BOAC požadovala více než 340 změn, což způsobilo zpoždění v zavádění typu. Nakonec 11. srpna 1947 tento typ letounu odmítla, jako nevhodný pro transatlantické lety. Dále bylo plánováno, že 12 Tudorů 1 bude vyrobeno v Austrálii pro vojenskou dopravu, ale tyto plány byly nakonec zrušeny.
Bylo postaveno 12 letounů Tudor 1. Tři byly sešrotovány a ostatní byly přestavěny buď na verzi Tudor 4B a Tudor Freighter 1.
Díky zpoždění v dodání letounu Tudor 1 společnost BOAC, s podporou britského ministerstva civilního letectví, usilovala o povolení nákupu osvědčených typů letadel jako byly například Lockheed Constellation a Boeing Stratocruiser pro transatlantické lety místo letounů Tudor 1. Navzdory nechuti společnosti BOAC nakoupit letouny Tudor, britské ministerstvo zásobování nadále dotovalo tento letoun.

### Tudor 2
Kapacita 12 cestujících u letounu Avro 688 (Tudor 1) byla od počátku považována za nevyhovující, a proto byla od počátku plánována větší verze letounu. Letoun Tudor 2 dostal označení Avro 689 (také Avro XXI) a byl navržen pro 60 pasažérů pro leteckou společnost BOAC. Trup byl prodloužen na 32,18 m (Tudor 1 měl délku 24,23 m) a průměr trupu byl zvětšen na 3,4 m. Tak vzniklo v té době největší britské linkové civilní letadlo.
Na konci roku 1944, zatímco letoun byl stále ve stádiu návrhu, společnosti BOAC, Qantas a South African Airways rozhodly, že Tudor 2 bude standardním letounem pro lety v rámci Britského společenství, a proto společnost BOAC zvětšila svou původní objednávku z 30 na 79 strojů.

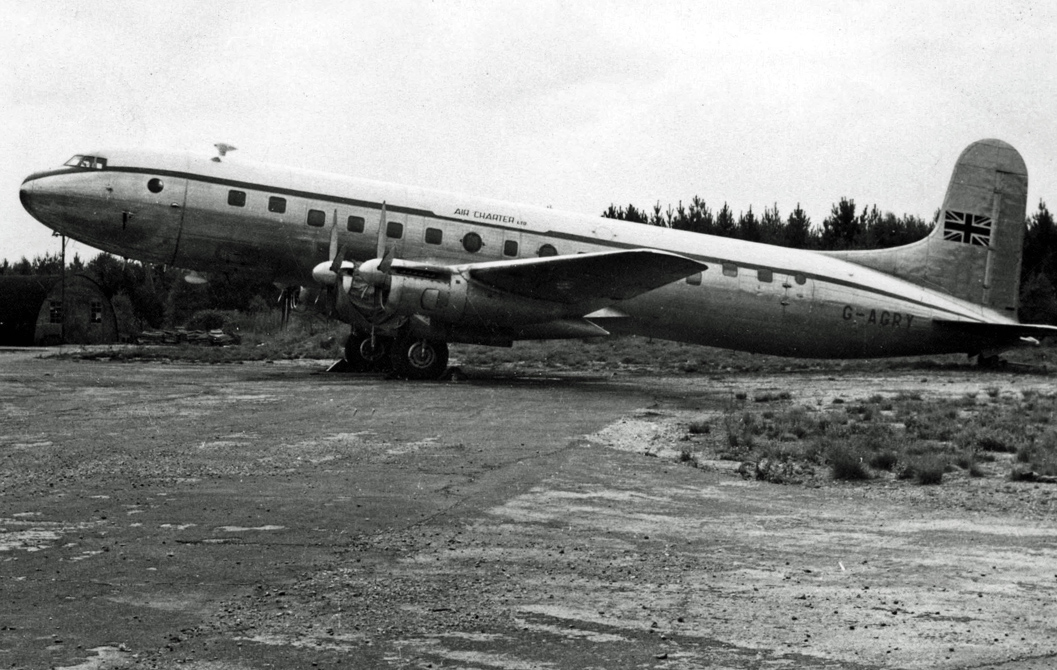
Tudor 2 společnosti Air Charter Limited na letišti London Stansted v roce 1955

Prototyp letounu Tudor II s registrací G-AGSU poprvé vzlétnul 10. března 1946 z letiště Woodford. Změny na letounu však způsobily zhoršení výkonů stroje a letoun měl i vážné problémy v horkém podnebí a vysokých výškách. To vedlo k tomu, že společnost Qantas objednala letouny Constellation a společnost South African Airways letouny Douglas DC-4. Celková objednávka proto byla snížena na 50 strojů.
Během dalších zkoušek byl 23. srpna 1947 prototyp zničen při nehodě, při které zahynul i hlavní konstruktér společnosti Avro Roy Chadwick. Vyšetřovatelé později zjistili, že nehoda byla způsobena nesprávnou montáží ovládacího okruhu křidélek.
Na druhém prototypu byly vyměněny motory za hvězdicové motory Bristol Hercules a letoun se stal prototypem letounu Tudor 7, který nakonec nebyl vyráběn.
Třetí předvýrobní Tudor 2, s původním označením G-AGRZ, byl používán pro testování přetlakových trupů pod vojenským označením VZ366 ve výzkumném středisku Royal Aircraft Establishment na letišti Farnborough, Hampshire.
Druhý letoun Tudor 2 s civilním označením G-AGRY byl odeslán do Nairobi pro testy v tropických podmínkách pod označením VX202. Tyto zkoušky se prokázaly jako neuspokojivé a objednávka Tudorů 2 byla snížena na 18 strojů.
Od roku 1946 se pro letecké společnosti jako například BOAC otevřela možnost nákupu amerických letounů, což vedlo na příkladu letounu Tudor ke kritice britské vládní politiky, která ohrožovala britský civilní letecký průmysl. L.G.S. Payne letecký korespondent deníku Daily Telegraph řekl, že britská vládní politika vedla k vývoji letounu, který je nekonkurenceschopný v ceně, výkonech a hospodárnosti. Obvinil z tohoto selhání plánovače britského ministerstva zásobování s argumentací, že vláda se měla soustředit na vývoj proudových letadel, než na „prozatímní typ“ letounu jakým byl letoun Tudor.
Společnost BOAC nakonec zrušila objednávku Tudorů v roce 1947 a místo nich zakoupila 22 letounů Canadair North Star, které přejmenovala na C-4 Argonaut. Tyto letouny intenzivně používala mezi roky 1949 a 1960.
Šest letadel objednaných jako Tudor 2 bylo plánováno postavit již s klasickým tříbodovým podvozkem jako nákladní letadla pro BSAA a označena názvem 711 Trader. Ani ta nebyla postavena, ale zamýšlená konstrukce byla použita na proudových letadlech Avro Ashton.
Jelikož letoun prokazoval špatné výsledky při testech v tropických oblastech, společnost BOAC se rozhodla letouny Tudor 2 neprovozovat. Tak byly vyrobeny jen tři exempláře letounu Tudor 2 (a 2 prototypy). Dalších 6 letounů bylo vyrobeno pro společnost British South American Airways (BSAA) pod označením Tudor 5.

### Tudor 3
Dva letouny Tudor 1 (G-AIYA a G-AJKC) byly odeslány do společnosti Armstrong Whitworth na úpravu na letoun pro VIP přepravy, např. pro členy vlády. Mohly přepravovat až 10 pasažérů a měly 9 lůžek. Letouny byly přeznačeny na VP301 a VP312 a oba byly předány v září 1953 společnosti Aviation Traders. Letoun VP301 byl přestavěn zpátky na Tudor 1.
V roce 1955 byl letoun G-AIYA a letoun Tudor 1 G-AGRG prodloužen na standard Tudor 4. Společně s neprodlouženým letounem Tudor 1 G-AGRI byly používány společností Air Charter Limited pro lety mezi Spojeným královstvím, Tripolisem a Lagosem.

### Tudor 4
Aby byly splněny požadavky společnosti BSAA, byly některé letouny Tudor 1 prodlouženy o 1,75 m a poháněny motory Rolls-Royce Merlin 621 (1 320 kW) a Rolls-Royce Merlin 623 (1 310 kW). Letoun Tudor 4 měl odstraněno místo palubního inženýra s 32 místy pro pasažéry. Verze Tudor 4B měla místo palubního inženýra zachováno s tím, že míst pro pasažéry bylo 28.
Nový letoun společnosti BSAA získal rozporuplné hodnocení ze strany pilotů. Někteří jej přivítali s nadšením, jako například kapitán Geoffrey Womersley, který jej popsal jako „nejlepší létající civilní linkové dopravní letadlo.“ Jiným se naopak nelíbila jeho konstrukce. Na hlavního pilota a manažera operací, kterým byl Gordon Store, společnosti BSAA letadlo příliš nezapůsobilo. Zhodnotil jej následovně:
Tudor byl postaven jako bitevní loď. Byl hlučný, neměl jsem důvěru v jeho motory a jeho systémy byly beznadějné. Američané byli padesát let před námi v navrhování těchto systémů. Všechna hydraulika, klimatizační zařízení a vzduchotechnika byly namačkány pod podlahou bez jakékoliv myšlenky. Topení na spalování paliva nikdy nefungovalo; museli jsme za letu znovu a znovu otevírat podlahu.
První letoun označený G-AHNJ "Star Panther" poprvé vzlétnul 9. dubna 1947. Typ Tudor 4 obdržel osvědčení o letové způsobilosti 18. července 1947 a 29. září společnost BSAA obdržela první letoun ze šesti označený G-AHNK "Star Lion". Další den letoun odletěl z letiště Heathrow na let do Jižní Ameriky a 31. října začal létat z Londýna do Havany přes Lisabon, Azorské ostrovy, Bermudy a Nassau.
V noci z 29. na 30. ledna 1948 Tudor 4 G-AHNP "Star Tiger" s 31 lidmi na palubě zmizel beze stopy mezi letištěm Santa Maria na Azorských ostrovech a Bermudami. Tudory byly dočasně odstaveny z provozu, ale jelikož se příčina neštěstí neobjasnila, vrátil se typ do služby 3. prosince 1948. Svou týdenní službu začínaly v Londýně na trase do Buenos Aires přes Gander, Bermudy a další zastávky. Zpátky se vracely přes Azorské ostrovy.

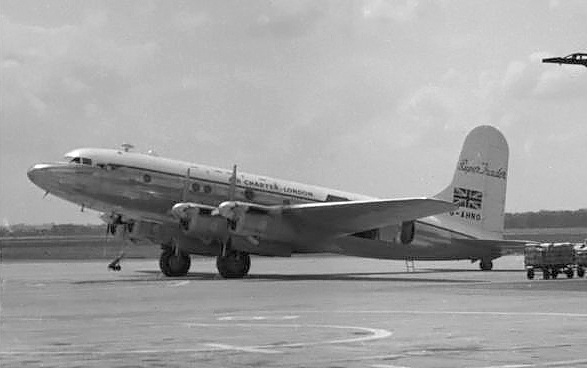
Avro 688 Super Trader 4B "Conqueror" společnosti Air Charter Ltd. na letišti v Manchesteru v červnu 1955

Katastrofa se opakovala znovu 17. ledna 1949, když Tudor 4 G-AGRE "Star Ariel" znovu zmizel, tentokrát mezi Bermudami a Jamajkou. O život přišlo 20 lidí na palubě a Tudory byly opět nuceny zůstat na zemi. Nedostatek letadel vedl společnost BSAA k převzetí letounů od společnosti BOAC. Příčiny dvou předchozích nehod mohly mít souvislost s problémy s přetlakovou kabinou letounu, a proto zbývající letouny dále létaly jako nepřetlakové nákladní stroje pod označením Tudor Freighter 4 a 4B.
Po několikaletém uskladnění na letišti v Manchesteru byly na konci roku 1953 čtyři bývalé stroje společnosti BSAAC Tudor 4 odkoupeny společností Air Charter. Letouny byly osazeny nákladními dveřmi o rozměrech 2,08 m na 1,65 m společností Aviation Traders a označeny Super Trader 4 nebo 4B. Letouny obdržely osvědčení o letové způsobilosti v březnu 1955. Tyto letouny byly používány společností Air Charter Ltd k dopravě nákladů na dlouhé vzdálenosti, dokonce až na Vánoční ostrov. Některé zůstaly v provozu až do roku 1959, kdy se letoun G-AGRH "Zephyr" 23. dubna 1959 zřítil v Turecku.

### Tudor 5

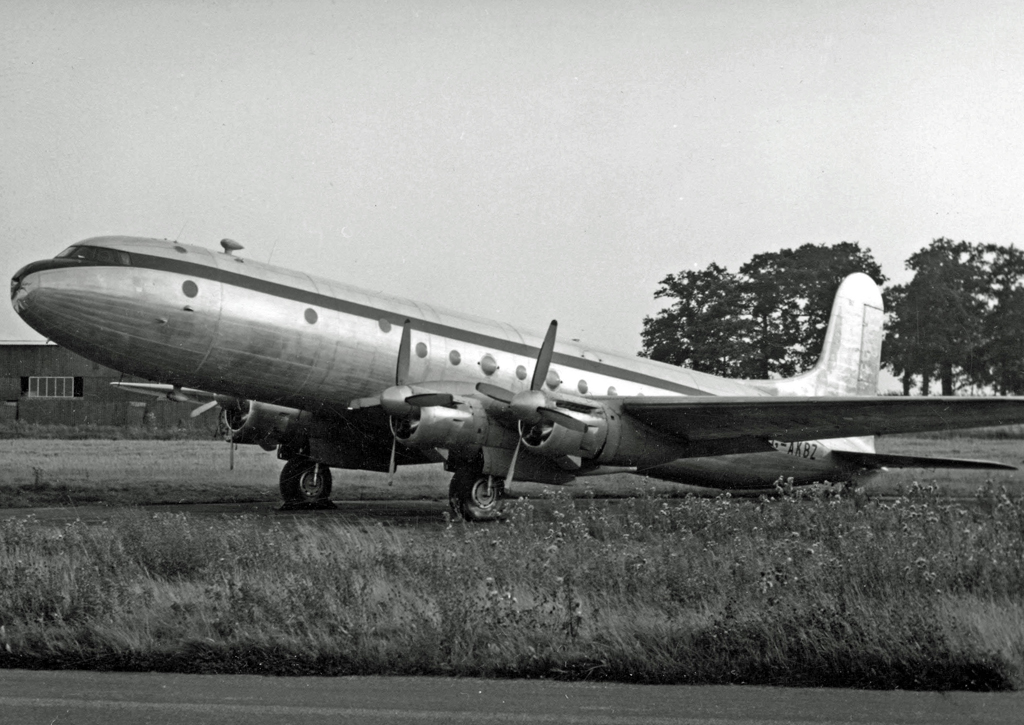
Tudor V původně ve službách BSAAC a BOAC uskladněný na letišti Stansted v Londýně v roce 1953

Tudor 5 byla upravená prodloužená verze letounu Tudor 2 vybavená 44 sedadly. Společnost BSAA obdržela pět těchto letounů, které nikdy nepoužila k dopravě cestujících. Místo toho bylo vnitřní vybavení odstraněno a letouny by použity k dopravě paliva při Berlínském leteckém mostu. Letouny uskutečnily 2 562 zásobovacích letů během 6 973 hodin, přičemž dopravily do Berlína více než 20 000 tun paliva.
12. března 1950 letoun G-AKBY společnosti Airflight Ltd při charterovém letu z Irska havaroval v jižním Walesu, přičemž zahynulo 80 osob na palubě.
V roce 1953 si společnost Lome Airways pronajala bývalé letouny BSAA Tudor 5 od společnosti Surrey Flying Services pod označením CF-FCY pro dopravu nákladů v Kanadě. Tato letouny byly vyřazeny na letišti Stansted a sešrotovány v roce 1959.

### Tudor 6
Tudor 6 měly být letouny postavené pro argentinskou leteckou společnost FAMA pro službu v jižním Atlantiku. Letoun měl mít 32-38 sedadel nebo 22 lůžek. Nebyl postaven ani jeden stroj.

### Tudor 7
Tudor 7 byl letoun Tudor 2 osazený vzduchem chlazenými motory Bristol Hercules, které mu dávaly lepší výkony. Byl postaven jeden exemplář označený G-AGRX, který vykonal první let 17. dubna 1946. V červnu 1948 byl vybaven kratším podvozkem a upraven sklon motorů. Letoun G-AGRX byl dále používán pro experimenty s teplotou v kabině a nakonec byl v březnu 1954 prodán na náhradní díly.

### Tudor 8

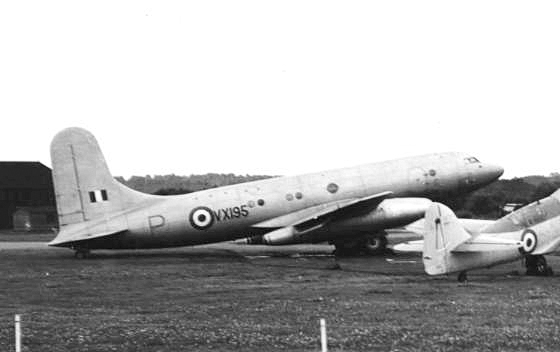
Avro Tudor 8 osazený proudovými motory Nene na RAE Farnborough v září 1950

Druhý prototyp letounu Tudor 1 byl přestavěn do standardu letounu Tudor 4. Později byl osazen čtyřmi proudovými motory Rolls-Royce Derwent 5. Letoun dostal britské vojenské označení VX195. Tudor 8 vykonal svůj první let 6. září 1948 a o několik dnů později byl předveden na přehlídce asociace britských leteckých společností ve Farnborough. Později byl Tudor 8 používán pro experimenty ve vysokých výškách ve zkušebních střediscích Boscombe Down a Farnborough.

### Tudor 9
Následně po testech letounu Tudor 8 si britské ministerstvo zásobování objednalo šest letounů Tudor 9 založených na letounu Tudor 2, ale poháněných čtyřmi proudovými motory Rolls-Royce Nene a vybavený již standardním tříbodovým podvozkem s předním kolem. Původní návrh však byl přepracován a letoun byl vyráběn pod označením Avro 706 Ashton. První let letounu Ashton se uskutečnil 1. září 1950.

## Letecké nehody
Během služby tento typ letounu postihlo 7 různých nehod a incidentů, při kterých přišlo o život 149 lidí. Následuje jejich výčet:
- 23. srpna 1947 – Prototyp letounu Tudor 2 (s označením G-AGSU) havaroval při startu z letiště Woodford ve Velké Británii. Zahynuly čtyři z šesti osob na palubě včetně hlavního konstruktéra společnosti Avro Roye Chadwicka.[4][13]
- 30. ledna 1948 – letoun Tudor 1 G-AHNP "Star Tiger" společnosti British South American Airways zmizel v západní části Atlantského oceánu při letu z Azorských ostrovů na Bermudy. Zahynulo všech 31 osob na palubě.[13][14]
- 17. ledna 1949 – letoun Tudor 4B G-AGRE "Star Ariel" společnosti British South American Airways zmizel v západní části Atlantského oceánu při letu z Bermudských ostrovů na Jamajku. Zahynulo všech 20 osob na palubě.[13][15]
- 12. března 1950 – letoun Tudor 5 G-AKBY společnosti Airflight Limited havaroval při přiblížení k letišti Llandow ve Walesu[16] při letu z Dublinu do Llandow. Zahynulo 80 z 83 osob na palubě.[10][13]
- 26. října 1951 – letoun Tudor 5 G-AKCC "President Kruger" společnosti William Dempster Limited byl neopravitelně poškozen během přistání v Bovingdon, Hertfordshire, Velká Británie při letu z Tripolisu v Libyi. Nehoda se obešla bez ztrát na životech.[13][17]
- 27. ledna 1959 – letoun Super Trader G-AGRG "El Alamein" společnosti Air Charter byl zničen požárem během startu z Brindisi v Itálii. Při nehodě zahynuli dva muži z šestičlenné posádky.[13][18]
- 23. dubna 1959 – letoun Super Trader G-AGRH "Zephyr" společnosti Air Charter havaroval v horách při letu z Ankary v Turecku do Bahrajnu. Zahynulo všech 12 osob na palubě.[13][19]

## Varianty
Všechny letouny byly vyrobeny v závodě Avro Woodford Aerodrome.
Avro 688 Tudor 1
První výrobní varianta. Postaveno 12 letounů s registracemi G-AGPF, G-AGST, G-AGRC, G-AGRD, G-AGRE, G-AGRF, G-AGRG, G-AGRH, G-AGRI, G-AGRJ, G-AGRK a G-AGR, které byly později přestavěny do dalších verzí.
Avro 689 Tudor 2
Prodloužená verze. Délka trupu činila 32,18 m. Postaveno 5 letounů s registracemi G-AGSU, G-AGSV, G-AGRY, G-AGRZ a G-AGSA.
Avro 688 Tudor 3
Tudor 1 upravený společností Armstrong Whitworth Aircraft pro přepravu důležitých osobností. Mohl být obsazen až devíti pasažéry. Byly postaveny 2 letouny s registracemi G-AIYA a G-AJKC.
Avro 688 Tudor 4
Prodloužená verze Tudoru 1, ale ne tak jako Tudor 2. Celková délka letounu byla 25,99 m a měla sedadla pro 32 cestujících. Postaveno 8 letounů s registracemi G-AHNI, G-AHNJ, G-AHNK, G-AHNL, G-AHNM, G-AHNN, G-AHNO a G-AHNP.
Avro 688 Tudor 4B
Stejný letoun jako Tudor 4, ale se zachovaným místem palubního inženýra. Malý počet letounů Tudor 1 byl přestavěn do této verze.
Avro 689 Tudor 5
Letoun Tudor 2 pro společnost BSAA poháněný čtyřmi pístovými motory Rolls-Royce Merlin 621 s výkonem 1 320 kW. Postaveno šest letounů s registracemi G-AKBY, G-AKBZ, G-AKCA, G-AKCB, G-AKCC a G-AKCD.
Avro 689 Tudor 6
Letouny objednané argentinskou společností FAMA, ale objednávka byla později zrušena. Nebyl postaven ani jeden letoun.
Avro 689 Tudor 7
Letoun Tudor 2 G-AGRX vybavený čtyřmi hvězdicovými motory Bristol Hercules 120 s výkonem 1 305 kW. Byl postaven jen jeden prototyp.
Avro 688 Tudor 8
Letoun Tudor 1 poháněný proudovými motory Rolls-Royce Derwent Mk.V.
Avro Tudor 9
Letoun Tudor 2 poháněný proudovými motory. Letoun byl přejmenován na Avro 706 Ashton.
Super Trader 4B
Remotorizovaná verze vybavená motory Rolls-Royce Merlin 23 o výkonu 1 312 kW.
Tudor Freighter 1
Nákladní verze letounu. Tři letouny této verze byly používány společností BOAC během berlínského leteckého mostu v roce 1949.
Avro 711 Trader
Plánovaná nákladní verze vyvinutá z letounů Tudor 2 s tříbodovým podvozkem s předním kolem. Nebyla postavena.

## Specifikace (Tudor 1)
Technické údaje pocházejí z publikace „Jane's Fighting Aircraft of World War II“.

### Technické údaje
- Posádka: 5 (dva piloti, palubní inženýr, radio operátor a navigátor)
- Kapacita: 24 cestujících
- Užitečný náklad: ? kg
- Rozpětí: 36,58 m
- Délka: 24,23 m
- Výška: 6,71 m
- Nosná plocha: 132 m²
- Plošné zatížení: 261 kg/m²
- Prázdná hmotnost: ? kg
- Max. vzletová hmotnost : 34 500 kg
- Pohonná jednotka: 4× řadový pístový motor Rolls-Royce Merlin 100 V12
- Výkon pohonné jednotky: 1 770 k (1 320 kW)

### Výkony
- Cestovní rychlost: 453 km/h (283 mph) ve výšce 3 660 m (12 000 stop)
- Maximální rychlost: 512 km/h (320 mph) ve výšce 2 440 m (8 000 stop)
- Dolet: 5 840 km (3 630 mil)
- Dostup: 9 180 m (30 100 stop)
- Stoupavost: 5 m/s (300 m/min)

## Uživatelé
Kanada
- Lome Airways

 Spojené království
- Air Charter
- Airflight
- British Overseas Airways Corporation (BOAC) (pouze pro převoz nákladu)
- British South American Airways
- Surrey Flying Services
- William Dempster

### Použitá literatura
- Angelucci, Enzo and Paolo Matricardi. World Aircraft - Commercial Aircraft 1935–1960. London: Sampson Low Guides, 1979. ISBN 0-562-00125-5.
- Brookes, Andrew. Disaster in the Air. London: Ian Allen Publishing, 1992. ISBN 978-0-7110-2037-5.
- Eastwood, Tony and John Roach. Piston Engine Airliner Production List. West Drayton, UK: Aviation Hobby Shop, 1991. ISBN 0-907178-37-5.
- Geiger, Till. Britain and the Economic Problem of the Cold War. Farnham, Surrey, UK: Ashgate Publishing Ltd., 2004. ISBN 0-7546-0287-7.
- Holmes, Harry. Avro - The History of an Aircraft Company. Wiltshire, UK: Crowood Press, 2004. ISBN 1-86126-651-0.
- Jackson, A.J. Avro Aircraft since 1908. London: Putnam, 1965. ISBN 0-85177-834-8.
- Jackson, A.J. British Civil Aircraft since 1919. London: Putnam & Company Ltd, 1973. ISBN 0-370-10006-9.
- Jane, Fred T. “The Avro 688 Tudor I.” Jane’s Fighting Aircraft of World War II. London: Studio, 1946. ISBN 1-85170-493-0.
- Ottaway, Susan and Ian. Fly With the Stars: A History of British South American Airways. Andover, Hampshire, UK: Speedman Press, 2007. ISBN 978-0-7509-4448-9.
- Scholefield, R.A. Manchester Airport. Stroud, UK: Sutton Publishing Limited, 1997. ISBN 0-7509-1954-X.
- Yenne, William. Classic American Airliners. St Paul, Minnesota: Zenith Imprint, 2005. ISBN 0-7603-1931-6.